# Szunda-krokodil
A Szunda-krokodil (Tomistoma schlegelii) a hüllők (Reptilia) osztályába krokodilok (Crocodilia) rendjébe, ezen belül a gaviálfélék (Gavialidae) családjába tartozó faj. Tudományos nevét Hermann Schlegel német ornitológusról kapta.

## Rendszertani besorolása
A legújabb rendszerbesorolás szerint a gaviálfélék (Gavialidae) családjába tartozik. Nemének egyetlen élő faja.

## Előfordulása
Manapság, már csak Indonézia és Malajzia területén honos. Thaiföld déli részéről már eltűnt, és Malajziában is a kipusztulás fenyegeti az illegális vadászat és élőhelyének elpusztítása miatt. Rendkívül veszélyeztetett faj.

## Megjelenése
Hasonlít a gangeszi gaviálra, de arcorra sokkal fokozatosabban keskenyedik el és csúcsán nem visel húsos kinövést. Sötétbarna alapszínén halvány fekete keresztsávok látszanak. Az egyetlen sárgásbarna szivárványhártyájú krokodil.
4,5-5 méteresre is megnőhet.

## Életmódja
Édesvízű folyók és tavak lakója. Halakkal, emlősökkel táplálkozik.

## Szaporodása
A fészkébe rendszerint 30-60 tojást rak.

## Képek

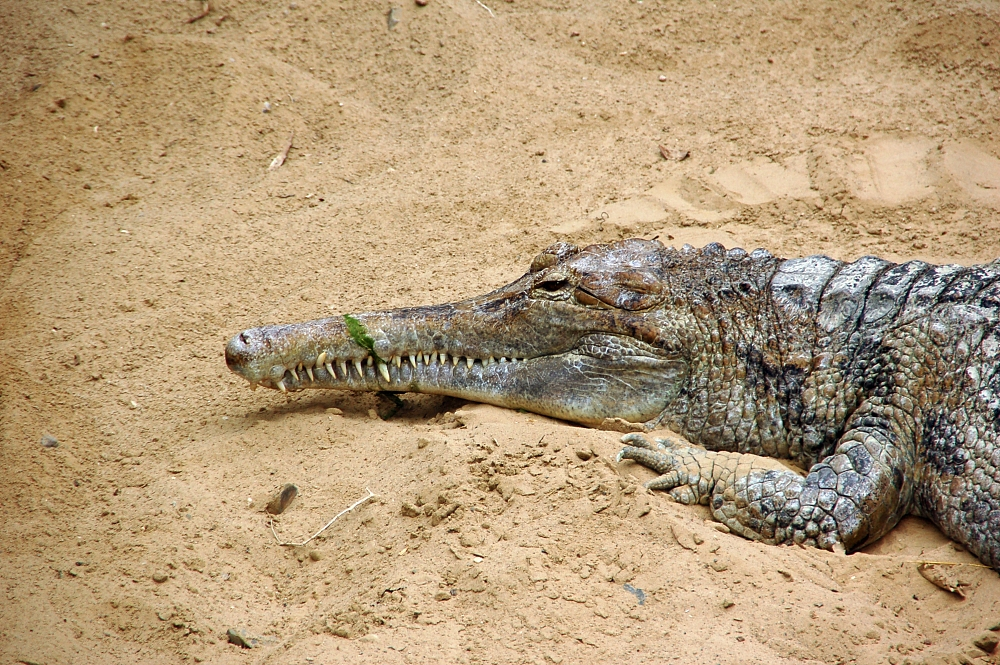
Portré
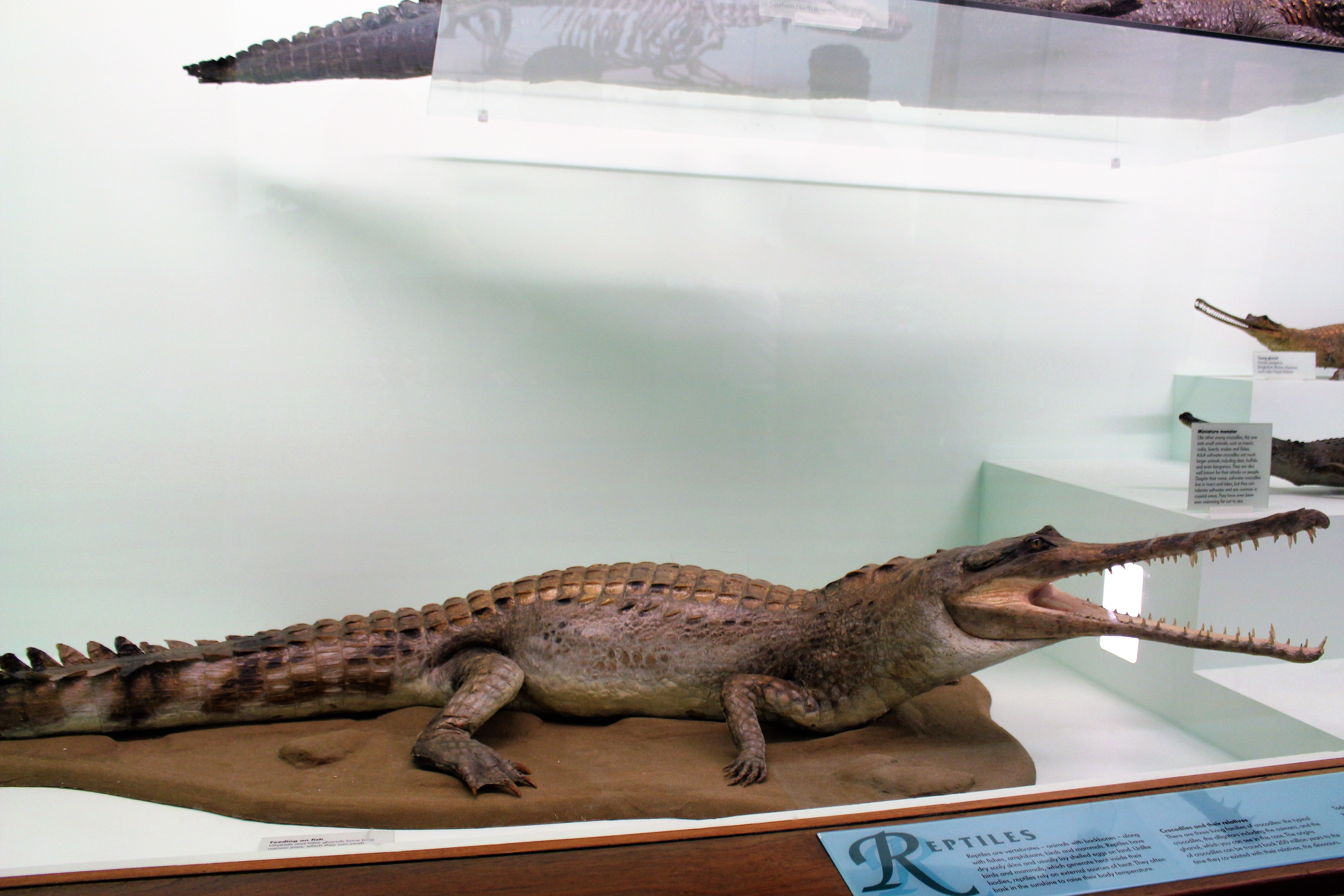
Kitömött példány